# Abedim
Abedim é uma povoação portuguesa sede da Freguesia de Abedim do Município de Monção, freguesia com 8,89 km² de área e 191 habitantes (censo de 2021), tendo, por isso, uma densidade populacional de 21,5 hab./km².
Dista 22 km da sede do município.
Sobre os montes circundantes desta localidade existem vestígios de uma torre antiquíssima, a cuja edificação presidem várias lendas, esta torre foi mandada demolir no século XV. O Castelo da Pena da Rainha foi classificado como sítio de interesse público em outubro de 2020.

## Etimologia
Há quem sustente que o topónimo provém de Abydis, nome de um rei mítico que aqui teria nascido. É, no entanto, mais provável que derive do árabe e signifique "adorar".

## História
Abedim era, em 1747, uma freguesia do termo de Monção. No secular obedecia à Comarca de Viana, e no eclesiástico à de Valença. Pertencia ao Arcebispado de Braga, e à Província do Minho. Tinha 156 fogos, e o seu donatário era Gastão José da Câmara Coutinho, como donatário da Casa de Pico de Regalados.
A situação desta freguesia era nas faldas de um monte, do qual se viam muitas terras e freguesias, como eram, entre outras, as seguintes: São Miguel da Barroca, Santa Maria de Moreira, São João de Longos-Vales, e Santa Eulália de Lara. 
A igreja paroquial estava fora do povoado, com suas casas de residência junto a ela, e o seu orago era Nossa Senhora da Conceição. Tinha quatro altares, a saber: o altar-mor, o de Nossa Senhora do Rosário, o de São Sebastião, e outro das almas, com sua Irmandade. O pároco era abade, o qual além dos frutos da freguesia, tinha a metade dos frutos da igreja de Santo André das Faias, que era sua anexa; e a outra metade ficava para um benefício simples, que havia na igreja, e renderia trinta mil reis. Havia mais outro benefício simples, que tinha alguns dízimos próprios, e além dos quais comia a sexta parte da Igreja, o qual poderia render trinta mil reis; e tirado tudo isto, poderia a Igreja render trezentos mil reis.
Havia nesta freguesia duas ermidas: Uma de São Mamede, e outra de São Martinho. Os frutos que colhia eram centeio, milho grosso e vinho verde.
Nesta paróquia havia um monte não muito grande, que ficava entre Coura e os moradores de Monção, no qual havia uma coisa digna de admiração; e era que, a pouca distância desta Igreja para a parte do monte, perto de um castanhal, se viam assim que anoitecia duas luzes, que permaneciam até sair a aurora. Eram muito celebradas neste Reino, e no de Galiza, e se divisavam de muitas léguas; e quanto mais ao longe eram vistas, mais claras e resplandecentes se manifestavam. Porém, querendo algumas pessoas indagar de perto a causa e origem destas luzes, era constante que nunca o puderam conseguir; porque ao mesmo tempo que se iam avizinhando ao sítio em que apareciam, pouco a pouco se diminuíam, até desaparecerem totalmente. E era tradição antiga que sempre apareceram.
Também nesta freguesia, em um sítio fronteiro a este da parte do Norte, havia dois pináculos quase sobre si: Em um deles esteve uma torre muito larga de pedra lavrada, segundo dela se vê, e dos alicerces, que ainda existem, a qual mandou deitar abaixo um abade desta freguesia. No princípio deste pináculo estava uma caverna de pedras naturais, capaz de receber dez homens, coberta por cima pela natureza, e com uma fonte dentro, que corria todo o ano; mais acima tinha outra concavidade pelo mesmo modo com água nativa, capaz de receber dentro duzentos homens, à qual se iam seguindo outras concavidades mais pequenas e sem água. Na parte mais elevada estava a torre, fora da qual se achavam uns caixões de tijolo enterrados na superfície da terra; e junto deles uma pedra rasa, que tinha no meio uma como sepultura, e nela havia água todo o ano; na qual lavando-se os que padeciam chagas, ou feridas, se achavam logo sãos, e livres de toda a moléstia. Era muito custoso subir ao monte aonde a fonte estava; e para se ir acima se ia por umas escadinhas, que estavam feitas na mesma penha; na qual de uma e outra parte se divisavam umas rasgaduras nas pedras, que pareciam ter servido para descanso de algumas traves; do que, e de muitos telhões grossos, que por aquele sítio apareciam, se infere houve em tempo antigo algum edifício nele. 
Na falda do mesmo monte para a parte do Poente está a Ermida de São Martinho da Penha, assim chamada por estar encostada a um grande penedo. O altar era sagrado, e toda a casa, como se vê das cruzes que nela se descobriam.
A torre, de que se faz menção, diziam a mandara fazer uma Rainha chamada Isabel, a qual vivendo com seu marido, que era gentio, enfadada disto se veio meter nestas terras; o que vendo seu marido, a veio sitiar na mesma torre em que estava, para a fazer render por falta de mantimento. E neste tempo, querendo o Rei pescar, o não permitiam os mares pela fúria com que andavam; e quanto mais crescia a fúria das ondas, tanto mais nele crescia o desejo de algum peixe. Neste tempo, a Santa Rainha, estando em oração na sua torre, passou uma águia e lhe deitou duas trutas no regaço; e sabendo, por revelação de Céu, o desejo que tinha o Rei de comer peixe, lhas mandou ambas; o qual vendo que a Rainha não podia sair, e por outra parte, que ainda que saísse, as não podia pescar, conheceu que aquilo só podia proceder da Lei em que ela vivia, e por esta causa se converteu. Com a Rainha assistiam treze bispos, que dizem foram os que sagraram a Ermida de São Martinho da Penha; e por esta razão se chama São Martinho da Penha da Rainha. Tudo isto era bem sabido e vulgar nesta freguesia e nos vizinhos, como afirmava a tradição comum de pais a filhos. Fique a fé com seus autores.

## Demografia
A população registada nos censos foi:
| Distribuição da População por Grupos Etários | Distribuição da População por Grupos Etários | Distribuição da População por Grupos Etários | Distribuição da População por Grupos Etários | Distribuição da População por Grupos Etários |
| -------------------------------------------- | -------------------------------------------- | -------------------------------------------- | -------------------------------------------- | -------------------------------------------- |
| Ano                                          | 0-14 Anos                                    | 15-24 Anos                                   | 25-64 Anos                                   | > 65 Anos                                    |
| 2001                                         | 19                                           | 36                                           | 125                                          | 80                                           |
| 2011                                         | 17                                           | 11                                           | 106                                          | 71                                           |
| 2021                                         | 16                                           | 13                                           | 76                                           | 86                                           |

## Património
- Igreja Paroquial de Abedim;
- Capela da Senhora do Alívio, em Pumeda;
- Capela de São Martinho, em Campos.